# Кала Бени Хамад
Кала Бени Хамад (на арабски: قلعة بني حماد) е укрепен град в Алжир. Сега в руини, през 11 век, той е служил като първа столица на династията Хамадид. Намира се в планините североизточно от М'сила, на височина 1418 m .
Градът е обграден с дълги 7 km стени. Вътре в стените има четири жилищни комплекса, както и най-голямата джамия, построена в Алжир, чиято стая за молитви съдържа 13 пътеки и 8 просвета между колоните. Тя е подобна на Голямата джамия в Кайруан, с минаре, високо 20 m. Останките от двореца на емира, известен като Дал Ал Бар, включват три отделни жилища, разделени от градини и павилиони.
Разкопките там разкриват редица накити, монети и керамика, свидетелстващи за високото ниво на цивилизацията при династията Хамадид. Открити са също и няколко декоративни фонтана, в които като мотив е използван лъвът.
Основан е през 1007 година от Хамад ибн Булугин, син на Булугин ибн Зири, основателят на Алжир. Градът е изоставен през 1090, когато е застрашен от инвазия, и накрая унищожени през 1152 от Алмохадите.